# Петрусевич, Казимир Адамович
Казимир Адамович Петрусевич (4 марта 1872, фольварк Новины близ д. Душево, Копыльский приход, Слуцкий уезд, Минская губерния — 14 августа 1949, Варшава) — адвокат, деятель российского революционного движения.

## Биография

Петрусевич, Казимир Адамович

Родился в семье лесничего Адама Францевича и Эмилии (Стацкевич) Петрусевичей. Братья: Станислав и Алесь.
В 1882 году был определён на обучение в бесплатный интернат при Слуцкой гимназии, где обучался с 1882 по 1891 год. После окончания её подал документы на поступление в Петербургский университет, но его заявление было отклонено. Поступает на юридический факультет Императорского Киевского университета имени Святого Владимира, который оканчивает в 1895 году с дипломом I степени. Поступает помощником присяжного поверенного к известному киевскому адвокату Цезарю Абрамовичу. Женится на Янине Наркевич-Иодко.
За участие в организации революционной демонстрации в Киеве 30 апреля 1897 года высылается вместе с женой в Екатеринослав, где так же занимается адвокатурой и революционной деятельностью. В Екатеринославе работает помощником присяжного поверенного у Теодора Пяховского. Принимает участие как делегат от Екатеринославской социал-демократической организации в работе I съезда РСДРП в Минске. Вернувшись после в Екатеринослав и доложившись лидеру екатеринославской социал-демократии И. Х. Лалаянцу, Петрусевич той же ночью (10 марта 1898 года) был арестован. Находился в тюрьмах указанного города и Киева. 22 марта 1900 года по повелению монарха в числе других был сослан в Вологодскую губернию на пять лет. Губернатор определил ему местом пребывания сначала Тотьму, куда он прибыл в мае 1900 года. Затем его переводят на жительство под гласный надзор полиции в Сольвычегодск.
8 января 1902 года получил свидетельство за № 101 частного поверенного при Сольвычегодском уездном съезде для занятия частной юридической практикой. С 11 по 27 мая 1902 года на квартире Петрусевича останавливался проездом в Сольвычегодске, бывший ссыльный в этом же городе Мариан Юлий Марианов Меленевский, что контролировалось местными жандармами. 20 января 1903 года Сольвычегодский уездный съезд мировых судей выдал проживающему в Сольвычегодске помощнику присяжного поверенного К. А. Петрусевичу свидетельство за № 247 на звание частного поверенного при уездном съезде. В 1903 году стал членом консультации присяжных поверенных при Вологодском окружном суде. 3 июня 1903 года у Петрусевича оканчивается срок ссылки, и он вместе с женой возвращается в Слуцкий уезд Минской губернии. В 1908 году в Вильно участвовал в процессе по защите белорусского поэта Якуба Коласа. Был уполномоченным земельного союза в Гомеле.
В 1919 году переехал в Польшу и занялся адвокатской практикой. Он выступал защитником на политических процессах, и его великолепные речи печатались в газетах в тот период. Участвовал в процессе по защите интересов Евгения Ивановича Скурко. Выступил в защиту «Белорусской громады». За политическую активность его лишают звания профессора и освобождают от кафедры в Виленском университете.
В годы Второй мировой войны он был на оккупированной территории и видел отступление немцев в Вильнюсе, описал это в письмах к родным, которые опубликованы в газете «Червоный штандар», выходившей в Литве на польском языке. После окончания войны его избирают членом Верховного суда Польской народной республики, Главного адвокатского совета. Правительство Польши наградило его орденом Возрождения Польши.